# Calliostomatidae
Die Calliostomatidae sind eine Familie meeresbewohnender, kleiner bis mittelgroßer pflanzenfressender Schnecken mit etwa 250 Arten.

## Merkmale
Die rechtsgewundenen Gehäuse der Calliostomatidae haben wie bei den Kreiselschnecken (Trochidae) eine mehr oder weniger kreiselförmige Gestalt. Charakteristisch für die Calliostomatidae sind der schiefe Winkel, in dem die Columella auf den unteren Rand der Gehäusemündung trifft, sowie der wabenartig gemusterte Protoconch. Bei den meisten Arten gibt es keinen offenen Nabel. Der Apex ist für gewöhnlich spitz und an den Seiten gerade. Die Umgänge nehmen recht stark zu und geben so der Schale einen konkaven Umriss.
Der vorne abgerundete und hinten zugespitzte Fuß der Calliostomatidae ist meist stark pigmentiert und mit Papillen besetzt. Der Kopf trägt ein Paar langer, dünner Fühler. Die Radula hat einen charakteristischen Rachiszahn mit einem fein gesägten Höcker und ebenfalls fein gesägte seitliche Höcker.

## Verbreitung und Lebensweise
Die Calliostomatidae sind weltweit in kalten bis warmen Meeren sowohl in geringen als auch großen Tiefen zu finden. Sie ernähren sich von Algen und Detritus.

## Systematik
Die Arten der Calliostomatidae wurden in traditionellen Systematiken zu den Kreiselschnecken (Trochidae) gezählt. Johannes Thiele stellte sie als eigene Unterfamilie Calliostomatinae innerhalb der Trochidae auf. Hiernach gehörten sie zu den Altschnecken (Archaeogastropoda), einer Ordnung der Vorderkiemerschnecken (Prosobranchia).
Bouchet und Rocroi (2005) stellen die Calliostomatidae als eigene Familie zu den Vetigastropoda, einer Überordnung in der Unterklasse Orthogastropoda. Zu der Familie gehören zwei Unterfamilien und insgesamt 31 Gattungen:
Calliostomatinae Thiele, 1924 (1847):
- Akoya Habe, 1961
- Alertalex Dell, 1956
- Astele Swainson, 1855
- Astelena Iredale, 1924
- Bathyfautor Marshall, 1995
- Calliostoma Swainson, 1840 - type genus
- Carinator Ikebe, 1942
- Dactylastele Marshall, 1995
- Dymares Schwengel, 1942
- Eucasta Dall, 1889
- Falsimargarita Powell, 1951
- Fautor Iredale, 1924
- Fautrix Marshall, 1995
- Fluxina Dall, 1881
- Laetifautor Iredale, 1929
- Leiotrochus Conrad, 1862
- Maurea Oliver, 1926
- Neocalliostoma Castellanos & Fernandez, 1976
- Otukaia Ikebe, 1942
- Photinastoma Powell, 1951
- Photinula Adams, 1854
- Selastele Marshall, 1995
- Sinutor Cotton & Godfrey, 1935
- Tropidotrochus Parodiz, 1977
- Venustas Allan, 1926
- Ziziphinus Gray, 1842

Thysanodontinae Marshall, 1988:
- Carinastele Marshall, 1988
- Herbertina Marshall, 1988
- Thysanodonta Marshall, 1988

Ohne Zuordnung zu einer Unterfamilie:
- Margarella Thiele, 1893
- Venustatrochus Powell, 1951